# Одіссеас Андруцос
Одіссеас Андруцос (грец. Οδυσσέας Ανδρούτσος; 1788, Ітака — 1825) — герой Грецької революції.

## Життєпис

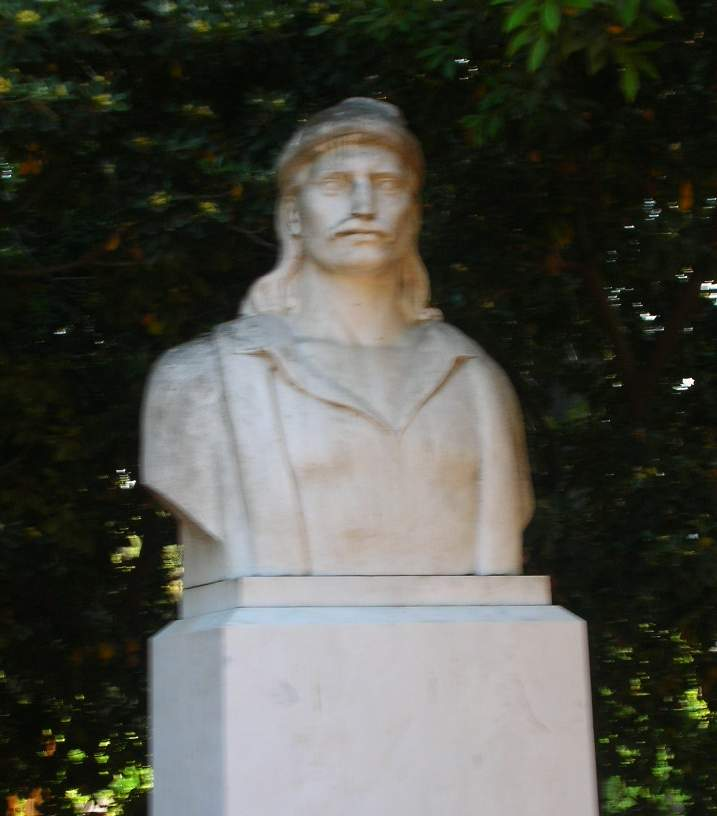
Бюст Андруцоса в парку Педіон ту Ареос

Одіссеас Андруцос був сином клефта Андреаса Андруцоса, родом з Ітаки. Служив при дворі Алі-паші Янінського, з яким його батько був у добрих відносинах. Там пройшов школу дипломатичного мистецтва, навчився приховувати свої думки та почуття і не розбирати засобів для досягнення мети. Природна хоробрість, витривалість, хитрість і спритність довершували його схожість з героєм гомерівського епосу Одіссеї, чим він чимало пишався.
Алі-паша призначив його арматолом, але це анітрохи не заважало Одіссею підтримувати постійні дружні свідносини з клефтами і підтримувати їх. Як тільки на Пелопоннесі Теодорос Колокотроніс підняв повстання, Андруцос попрямував туди, звідти з невеликим загоном поспішив на північ і прибув до Гравії негайно після поразки греків при Фермопілах (див. битва при Аламані).
Підкріплений втікачами, які покинули Фермопіли, він зайняв ущелину близько Гравії. Спершу вів мирні переговори з османським воєначальником Омером Бріоні й підтримував у ньому надію, що перейде на бік османів, але потім майстерно підготовленою атакою змусив його відступити, незважаючи на величезну перевагу османських сил.
Перші Народні збори в Нафпліоні 
у 1822 році призначили Одіссея Андруцоса головнокомандувачем грецькими силами на північному сході, ким він фактично був раніше, але він склав з себе це звання, коли отримав від ареопагу осуд за невдалу експедицію проти Ламії, і кілька місяців провів у бездіяльності.
Поступаючись наполегливим проханням уряду, він знову прийняв на себе командування і переможно захищав Фермопіли проти Байрам-паші, Афінський акрополь — проти Решид-паші. На Народних зборах 1823 року Андруцос разом із Колокотронісом виступив на боці військової партії. Коли сформувався уряд Георгіоса Кунтуріотіса, Андруцос відмовив йому в покорі. Він посилено намагався залучити Байрона на свій бік, але безуспішно, однак знайшов співчуття і підтримку в двох друзів Байрона Стенгопе і Трелауні, які бачили в ньому єдиний порятунок Греції.
Між тим Андруцос відмовився виконати вимогу уряду і скласти з себе командування військом, вів таємні переговори з Омером Бріоні, і потім з купкою прихильників перебіг у османський табір. Один з підлеглих йому капітанів Янніс Гурас, який прийняв командування над інсургентами розбив при Даудісі османський загін, в якому перебував Андруцос, і примусив останнього до здачі (квітень 1825 року).
Одіссея Андруцоса відвезли до Афін і кинули у в'язницю, де він скоро загинув при спробі втечі, як пояснював уряд, або, вірніше, був задушений за його розпорядженням або, принаймні, з відома уряду.